# Hamilton International 2001
Die Hamilton International im Badminton fanden Ende August 2001 in Hamilton statt.

## Sieger und Platzierte
| Disziplin    | Gold                                  | Silber                          | Bronze                               |
| ------------ | ------------------------------------- | ------------------------------- | ------------------------------------ |
| Herreneinzel | Colin Haughton                        | Geoffrey Bellingham             | John Moody                           |
| Herreneinzel | Colin Haughton                        | Geoffrey Bellingham             | Nick Hall                            |
| Dameneinzel  | Rhona Robertson                       | Rayoni Head                     | Rebecca Gordon                       |
| Dameneinzel  | Rhona Robertson                       | Rayoni Head                     | Larisa Kishore                       |
| Herrendoppel | Chris Blair Daniel Shirley            | Peter Blackburn Murray Hocking  | Robert Batty Craig Cooper            |
| Herrendoppel | Chris Blair Daniel Shirley            | Peter Blackburn Murray Hocking  | Luke O'Connor-Chen Byron Smith       |
| Damendoppel  | Tammy Jenkins Rhona Robertson         | Nicole Gordon Rebecca Gordon    | Rhonda Cator Kate Wilson-Smith       |
| Damendoppel  | Tammy Jenkins Rhona Robertson         | Nicole Gordon Rebecca Gordon    | Renee Flavell Sara Runesten-Petersen |
| Mixed        | Daniel Shirley Sara Runesten-Petersen | Travis Denney Kate Wilson-Smith | Murray Hocking Rhonda Cator          |
| Mixed        | Daniel Shirley Sara Runesten-Petersen | Travis Denney Kate Wilson-Smith | Byron Smith Kellie Lucas             |